# Emanoil Leoveanu
Emanoil Leoveanu, romunski general, * 1887, † 1959.